# FMRF amid
FMRF amid (Phe-Met-Arg-Phe) neuropeptid je široke familije FMRF amidima srodnih peptida (FaRPs). Oni imaju zajedničku -RF amidnu sekvencu na njihovom C-terminusu. Prvi put je bio identifikovan u školjci Mercenaria mercenaria. Smatra se da ima važnu ulogu u regulaciji aktivnosti srca. Poznato je nekoliko FMRF amidu srodnih peptida, koji regulišu razne ćelijske funkcije i poseduju farmakološka svojstva, kao što su anti-opijatni efekti.
FMRF amid je važan neuropeptid u više redova, među kojima su Insecta, Nematoda, Mollusca i Annelida.